# Gąbin
Gąbin è un comune urbano-rurale polacco del distretto di Płock, nel voivodato della Masovia.
Ricopre una superficie di 146,71 km² e nel 2006 contava 10 871 abitanti.